# 文化之日
文化之日（日语：／ Bunka no Hi */?）是日本的公眾假日，定於每年的11月3日。這天原是明治天皇的生日，二战前曾定為節日庆贺；二戰後的1948年（昭和23年），以“爱好自由与和平，推进文化事业的發展”（自由と平和を愛し、文化をすすめる）為宗旨，將該日改為現稱。

## 历史
11月3日首次作为日本全国性节日是在1873年（明治6年），当日是明治天皇的生日，称天長節（「长」读ㄔㄤˊ，来自唐朝唐玄宗的生日称「天长节」），等同現今的天皇誕生日。1912年（明治45年／大正元年）明治天皇逝世、大正天皇即位後，日本政府將明治天皇逝世的日期7月30日以「明治天皇祭」之名定為假日（祭日）。1926年（大正15年／昭和元年）大正天皇逝世、昭和天皇即位後，日本政府將大正天皇逝世的日期12月25日以「大正天皇祭」之名定為假日，同時將明治天皇的誕辰日11月3日，自隔年起定為假日（祝日），稱為「明治節」，以紀念明治天皇為近代日本奠基的功績。
日本二战投降後，日本於1946年（昭和21年）11月3日公布新憲法，即現今施行的《日本國憲法》。為表示該部憲法對和平與文化的重視，日本政府將11月3日定為「文化之日」，並隨著1948年（昭和23年）7月20日《國民祝日法》的公布施行而實施，明治節的法源依據則同時失效。從當時日本國會的質詢記錄與新憲法制定時程看來，選擇明治天皇誕辰日做為新憲法的公布日，是出於日本政府的考量。

## 行事
文化之日是纪念《日本國憲法》（和平宪法）的施行，追求和平、自由、發展的节日，当天放假一天；如果法定节日为周六、周日的话，周一会补假，11月2日到4日形成三日连休。
节日当天会举办以下活动：
- 宫内厅主办，在皇居松之间舉行文化勋章颁发仪式，由天皇亲自授与在科学技术与艺术文化的发展提升有显著功绩者。
- 文化厅主办全国性「文化艺术节」。
- 各地博物馆大多免费开放。
- 在日本武道馆舉办全日本剑道比赛。

### 腳註
1. ↑  .   [2019-11-04]. （原始内容存档于2016-03-05）.

### 文獻
- （页面存档备份，存于）
- [永久]